# Рева Михайло Володимирович
Михайло Володимирович Рева (нар. 13 березня 1960) — заслужений художник України, скульптор, художник архітектурно-декоративної пластики, засновник фонду RevaFoundation, співзасновник благодійного фонду «Майбутнє».

## Життєпис
Михайло народився 13 березня 1960 р місті Керч (Крим). У 1966 переїхав з батьками до Одеси. Закінчив морехідне училище і в 1977 Михайло відслужив в армії (1980—1982). Після поверненню до Одеси працював в художньому фонді в скульптурному цеху, де познайомився зі своєю майбутньою дружиною Тетяною.
У віці 25 років вступив до Академії декоративно-прикладного мистецтва і дизайну ім. В. Н. Мухіної (нині Санкт-Петербурзька державна художньо-промислова академія імені А. Л. Штігліца). У 1990 році він заслужив Золоту медаль Академії мистецтв СРСР за кращий диплом у сфері архітектурно-декоративної пластики. Академія мистецтв відправила його стажуватися в Рим (Італія) на віллу Абамелек. Після закінчення стажування повернувся в Одесу.
Першою роботою після повернення став пам'ятник «Золоте Дитя». Другим, і одним із найвідомоших творінь, став «Ангел милосердя», який прикрасив дитячий реабілітаційний центр. Саме через цю скульптуру будівлю почали називати «Будинок з ангелом».

## Діяльність
- 1984 Виставка «Земля і люди» в «Манежі» (Москва СРСР)
- 1986 Лауреат конкурсу на створення призу міжнародного кінофестивалю «Золотий Дюк»
- 1990 Отримав Золоту медаль Академії мистецтв СРСР за кращий диплом у сфері архітектурно-декоративної пластики.
- 1991—1992 Проходив практику в Італії (в Римській Академії мистецтв).
- 1992 Персональна виставка в Будинку Художника (Москва, Росія).
- 1993 Вступив до Національної спілки художників України.
- 1994 Інтернаціональна виставка мініатюрних скульптур, присвячена «Божественної комедії» Данте (Равенна Італія); участь в аукціоні ЮНЕСКО ЮНІСЕФ (Париж, Франція).
- 1995 «Ворота в …» — персональна виставка в рамках Міжнародної конференції, присвяченій В. В. Кандинському в Музеї західного та східного мистецтва (Одеса, Україна).
- 1996 «Сни Монтесуми» — персональна виставка в рамках інтернаціонального проекту «Комунікація» (Каракас, Венесуела).
- 1997 Гран-прі Міжнародного фестивалю мистецтв «Золотий Перетин» (Київ, Україна)
- 1998 Третя премія 110-го міжнародного бієнале «Libr'Art» (Лібрамонт, Бельгія).
- 2000 Персональна виставка «Вівтар дитячих снів» (Дитячий реабілітаційний центр, Одеса, Україна);, Участь у виставці «20 художників України кінця XX століття» (Національний музей мистецтв, Київ).
- 2001 Участь у виставці «Десять років незалежності України» (Інститут України в Нью-Йорку, США).
- 2003 Виставка «Декоративно-прикладне мистецтво України ХХ століття, 200 імен» (Український Дім, Київ)
- 2004 Удостоєний звання «Заслужений художник України»
- 2005 Персональна виставка «7305». Музей західного і східного мистецтва (Одеса, Україна)
- 2007 Присвоєно звання професора Московського відділення Міжнародної Академії Архітектури (МААМ, Росія).
- 2007 Лауреат національного конкурсу в галузі архітектури «Творення», перша премія в номінації «Громадський інтер'єр» (Одеса, Україна).
- 2010 року перша премія в міжнародному конкурсі на створення меморіально-музейного комплексу «Бабин Яр» (Київ, Україна).
- 2013 Перша премія в міжнародному конкурсі на кращу ідею для художньої інсталяції в атріумі універмагу ЦУМ (Київ, Україна).
- 2014 Виставка «Український Прорив» (Центр сучасного мистецтва, Одеса, Україна).
- 2016 Відкриття фонду Reva Foundation.
- 2016 Лауреат фестивалю дизайну та архітектури «СПеКа».
- 2017 Член президентської ради Всесвітнього клубу одеситів.
- 2018 Перша премія конкурсу на створення пам'ятника Героям небесної сотні в м. Одесі.[4]
- 2018 Приз «Душа скрипки» для Міжнародного музичного фестивалю The music pedagogy award of honor 2018 Foundation Sion Violin Music -Switzerland[5].
- 2019 Лауреат премії імені Яна Гельмана на благо і на славу Одеси, заснована командою КВН «Джентльмени» Одеського університету.[6]

## Основні твори
Михайло став впізнаваним митцем і серед його найвідоміших робіт можна виділити наступні:
- «Дванадцятий стілець», створений на честь письменників Ільфа і Петрова;
- «Дерево кохання»;
- Фонтан «Джерело» біля Воронцовського палацу;
- Паркова скульптура «Одеський Час»[8];
- Барельєфи «Чотири сторони Світу» до монументальної скульптури Ернста Невідомого «Золоте дитя»;
- «Ангел милосердя» — монументальна скульптура, бронза з позолотою, встановлена над входом в центр реабілітації дітей-інвалідів в Одесі.
- Надгробок Богдана Ступки[9];
- Скульптура «Будинок сонця» на пляжі Ланжерон[10];
- Скульптурна композиція «Частинки життя» для медичного будинку Odrex[11];
- Фонтан «Початок початків» Грецький парк, Одеса[12]:
- Скульптура «Більше книг, менше страху» (Одеська національна наукова бібліотека, 2019)[13].